# Казо де Ларбу
Казо де Ларбу (фр. Cazeaux-de-Larboust) насеље је и општина у јужној Француској у региону Миди Пирене, у департману Горња Гарона која припада префектури Сен Годан.
По подацима из 2011. године у општини је живело 94 становника, а густина насељености је износила 4,91 становника/km². Општина се простире на површини од 19,14 km². Налази се на средњој надморској висини од 995 метара (максималној 3.110 m, а минималној 914 m).

## Демографија
| 1962. | 1968. | 1975. | 1982. | 1990. | 1999. | 2011. |
| ----- | ----- | ----- | ----- | ----- | ----- | ----- |
| 81    | 89    | 62    | 65    | 72    | 81    | 94    |

График промене броја становника у току последњих година